# Iugoslávia e o Movimento Não Alinhado

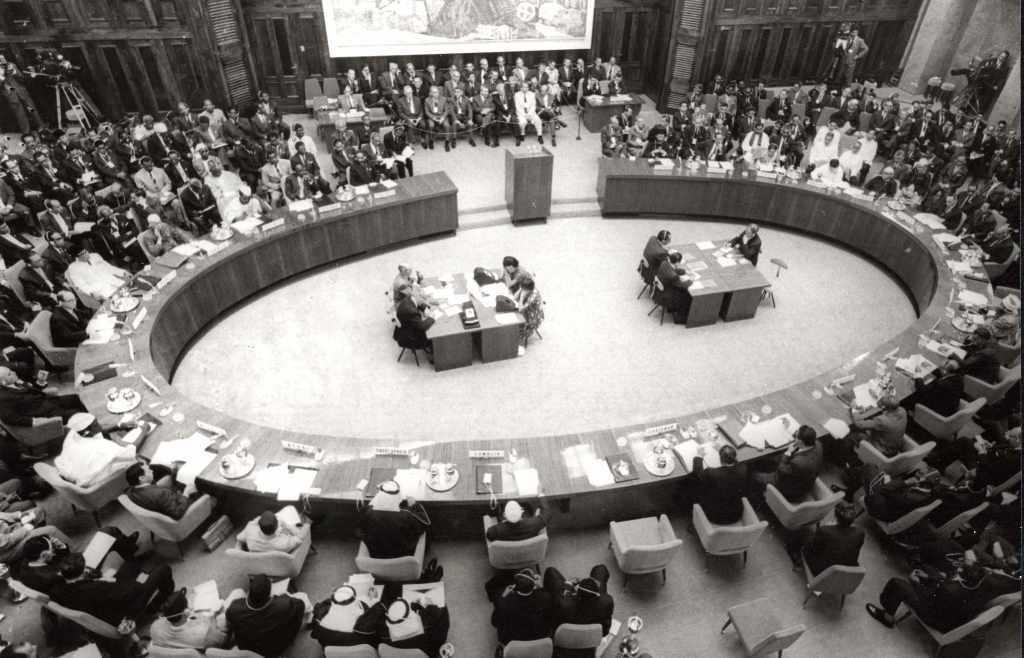
Primeira Cimeira do Movimento dos Não Alinhados, Belgrado

A República Socialista Federativa da Iugoslávia foi um dos membros fundadores do Movimento Não Alinhado (MNA). A sua capital, Belgrado, foi sede da 1.ª Cúpula do Movimento Não Alinhado no início de setembro de 1961. A cidade também sediou a 9.ª Cúpula em setembro de 1989.
O não alinhamento e a participação ativa no movimento foram a pedra angular da política externa da Guerra Fria e da ideologia da federação iugoslava. Sendo o único estado socialista europeu fora do Bloco de Leste, e um país economicamente ligado à Europa Ocidental, a Iugoslávia defendeu o equilíbrio e a equidistância cautelosa em relação aos Estados Unidos, à União Soviética e à China, em que o não alinhamento era visto como uma garantia coletiva de a independência política do país. Além disso, o não alinhamento abriu mais espaço de manobra no status quo da Europa da Guerra Fria, em comparação com países neutros cuja política externa era frequentemente limitada pelas grandes potências, principalmente no caso da finlandização.
O fim da Guerra Fria e a subsequente dissolução da Iugoslávia pareciam pôr em causa a própria existência do Movimento, que foi preservada apenas pela presidência politicamente pragmática da Indonésia.

## História

### Contexto iugoslavo pós-1948

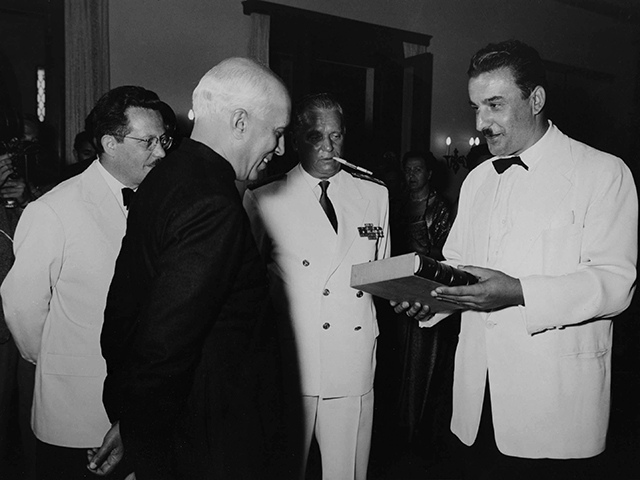
O primeiro-ministro indiano Jawaharlal Nehru na Iugoslávia em 1955

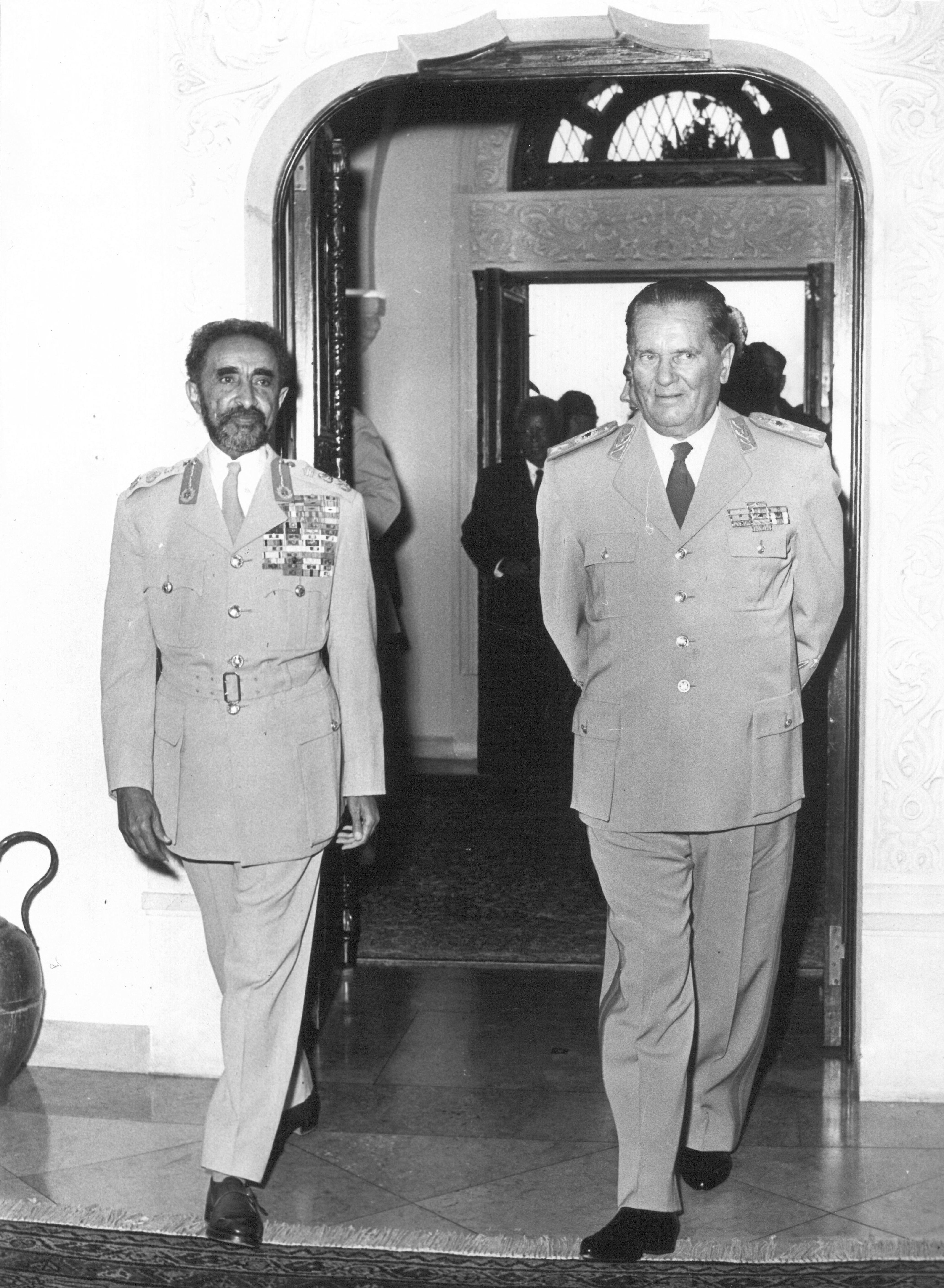
Haile Selassie, imperador da Etiópia e Josip Broz Tito, presidente da Iugoslávia, em Belgrado 1963

Durante a Segunda Guerra Mundial, os Partisans iugoslavos libertaram o seu país com uma ajuda mínima do Exército Vermelho Soviético e dos aliados ocidentais. Isto levou as novas autoridades comunistas à crença de que, ao contrário de outros países da Europa Oriental, têm o direito de seguir um rumo socialista mais independente. Ao contrário de outros partidos comunistas da região, o Partido Comunista da Iugoslávia pôde contar com o exército local, a polícia e uma legitimidade relativamente elevada entre os diversos grupos demográficos iugoslavos. A Iugoslávia não se via como um cliente, mas como um parceiro da URSS, e em muitos aspectos prosseguiu a sua própria política interna e externa que por vezes era mais assertiva do que a política de Moscovo. Este foi o caso da questão do Território Livre de Trieste, da Federação Balcânica, da Guerra Civil Grega, do conflito Austro-Esloveno na Caríntia e da infiltração e relações com o Movimento de Libertação Nacional Albanês. As políticas independentes de Belgrado aumentaram as tensões com Moscovo e agravaram-se na ruptura Tito-Stalin de 1948, quando a Iugoslávia se viu isolada do resto dos países do Bloco Oriental e com necessidade de redefinir a sua política externa.
O país inicialmente orientou-se para o Bloco Ocidental e assinou o Pacto dos Balcãs de 1953 com os estados membros da OTAN do Reino da Grécia e da Turquia. Após a morte de Stalin, as relações iugoslavas com a URSS melhoraram com o apoio verbal do país à intervenção soviética na Hungria (ao contrário da de 1968 na Tchecoslováquia). A declaração de Belgrado de 1955 diminuiu a dependência do Pacto dos Balcãs de 1953, que posteriormente interrompeu as suas atividades. Como o país ainda queria preservar a sua independência recém conquistada, desenvolveu relações com países neutros europeus, como a Finlândia. Também evitou aderir ao Pacto de Varsóvia estabelecido em maio de 1955. No entanto, para evitar o isolamento numa Europa profundamente dividida, a Jugoslávia procurou novos aliados entre as antigas colónias e territórios sob mandato. A Iugoslávia apoiou o Egito durante a Crise de Suez, país que se tornou um dos membros fundadores do Movimento Não Alinhado. A Iugoslávia desenvolveu as suas relações com a Índia, outro membro fundador, a partir do seu mandato simultâneo no Conselho de Segurança da ONU, a partir do final de 1949.

### Origens do Movimento
Um ano depois, durante a sessão da Assembleia Geral das Nações Unidas de 1950, o proeminente político iugoslavo e na época Ministro das Relações Exteriores, Edvard Kardelj, afirmou que:
"a Iugoslávia não pode aceitar que a humanidade deva escolher entre a dominação por um ou outro poder ". 
O termo não alinhamento foi usado pela primeira vez no mesmo ano, quando tanto a Índia como a Jugoslávia rejeitaram o alinhamento com qualquer lado na Guerra da Coreia. Em 1951, Tito disse que nunca concordaria que apenas as grandes potências deveriam determinar o destino do mundo, no que ele efectivamente rejeitou a ideia do Comintern sobre a divisão dicotômica do mundo. Ele rejeitou as alegações de que a Índia e a Iugoslávia desejam estabelecer o terceiro bloco. Em agosto de 1954 Vijaya Lakshmi Pandit (na época presidente da Assembleia Geral das Nações Unidas) visitou a Iugoslávia e convidou Tito para visitar a Índia. Em 22 de dezembro de 1954, reunidos em Nova Deli, o primeiro-ministro indiano Jawaharlal Nehru e o presidente da Iugoslávia Josip Broz Tito assinaram uma declaração conjunta estipulando que:
"a política de não alinhamento adotada e seguida por seus respectivos países não é 'neutralidade' ou 'neutralismo' e portanto a passividade, como por vezes se alega, mas é uma política positiva, activa e construtiva que procura conduzir à paz colectiva ”.

### Da Reunião de Brijuni de 1956 até a Conferência de Belgrado de 1961

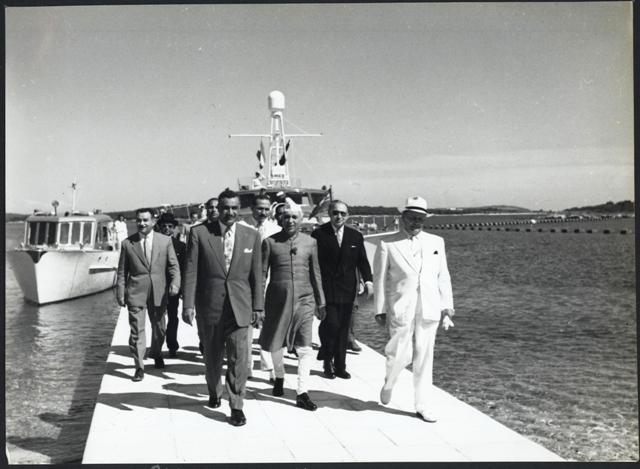
Reunião das Ilhas Brijuni

A Encontro de Brioni entre o presidente iugoslavo Josip Broz Tito, o primeiro-ministro indiano Jawaharlal Nehru e o presidente do Egito Gamal Abdel Nasser, ocorreu nas Ilhas Brijuni, na República Popular da Croácia constituinte da Iugoslávia, em 19 de julho de 1956. Os três líderes assinaram um documento que afirma: 
"A paz não pode ser alcançada através da divisão, mas através da luta pela segurança colectiva à escala global. Alcançada pela expansão da área de liberdade, bem como pelo fim da dominação de um país sobre outro."
No final de 1958 e início de 1959, o presidente Tito e o resto da delegação iugoslava iniciaram uma viagem internacional de barco de três meses a bordo do navio-escola iugoslavo Galeb. Durante a viagem, a delegação visitou a Indonésia, a Índia, a Birmânia, o Ceilão, a Etiópia, o Sudão, o Egito e a Síria. O presidente indonésio Sukarno chamou Tito de cidadão mundial, enquanto Tito se referiu à Conferência de Bandungue dizendo:
"Bandung é o lugar de onde se originou um novo espírito que permeia a humanidade ". Durante sua estada em Bandung, o presidente Tito recebeu um doutorado honorário em direito.

### A Conferência Não Alinhada de 1961 em Belgrado

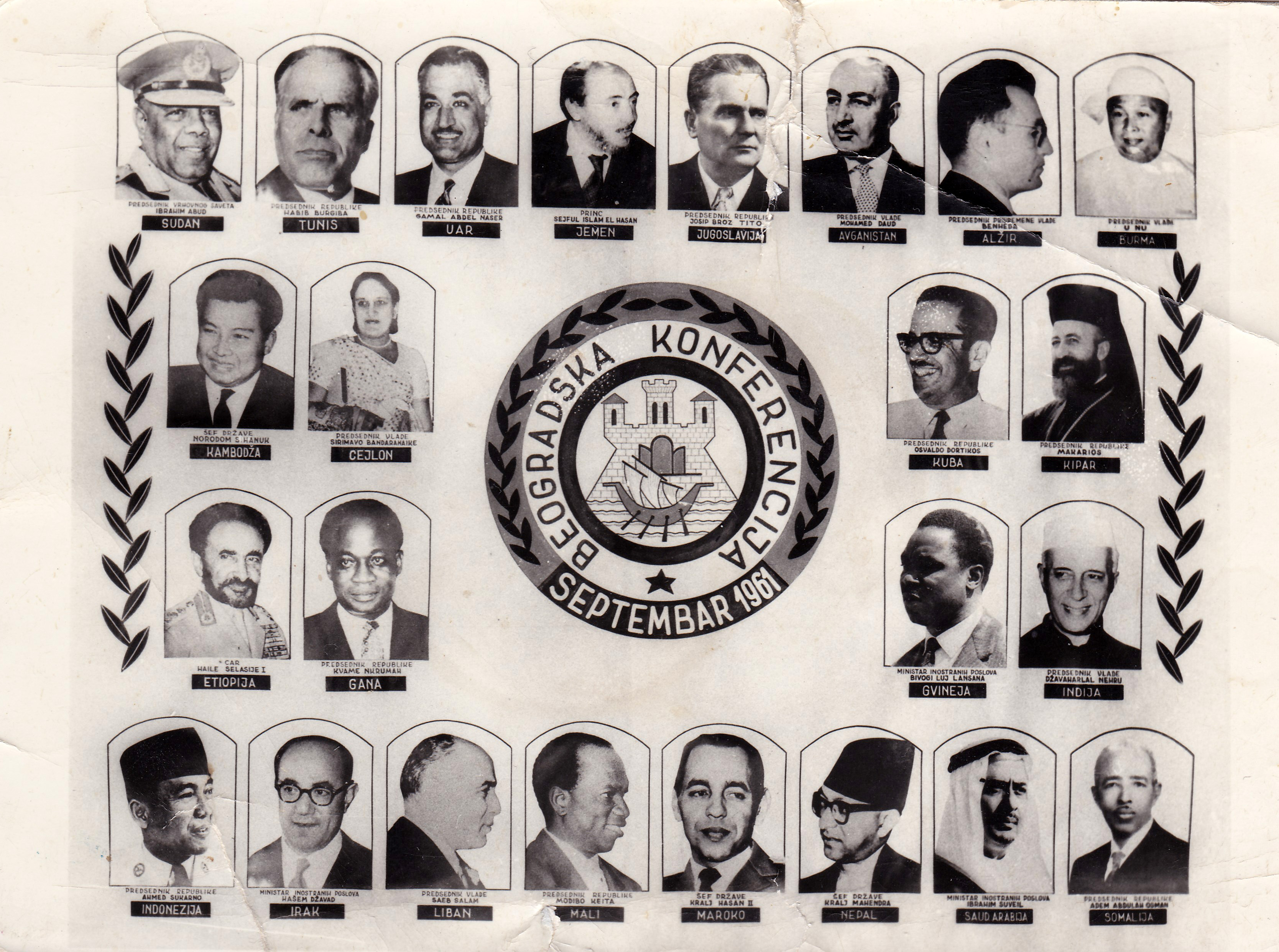
Chefes de Estado ou de Governo que participaram da Conferência de 1961

A Conferência de Cúpula de Chefes de Estado ou de Governo do Movimento Não Alinhado de 1961 foi a primeira conferência oficial do Movimento Não Alinhado. Um fator importante que contribuiu para a organização da conferência foi o processo de descolonização de vários países africanos na década de 1960. Alguns, portanto, a chamaram de ″Ialta do Terceiro Mundo″ em referência à Conferência de Ialta de 1945. Vinte e cinco países no total participaram da Conferência de Belgrado, incluindo Afeganistão, Argélia, Birmânia, Etiópia, Gana, Guiné, Índia, Indonésia, Iraque, Iêmen, Iugoslávia, Camboja, Chipre, Tunísia, República Árabe Unida e Ceilão, enquanto 3 países, Bolívia, Brasil e Equador, foram observadores. A reunião preparatória dos Países Não Alinhados ocorreu no início daquele ano no Cairo, de 5 a 12 de junho de 1961. Uma das questões foi a divisão dos países recém-independentes devido à crise do Congo, que levou a uma divisão e à criação do conservador e anti-radical Grupo de Brazzaville e do grupo nacionalista radical de Casablanca. Todos os membros do Grupo de Casablanca participaram na conferência, incluindo Argélia, Gana, Guiné, Mali, Marrocos e República Árabe Unida, enquanto nenhum membro do Grupo de Brazzaville esteve presente.
| {{{caption}}}                                                                                            |
| O presidente de Gana, Kwame Nkrumah, e o presidente da Iugoslávia, Josip Broz Tito, chegam à Conferência |

| {{{caption}}}            |
| Foto do grupo de líderes |

| {{{caption}}}          |
| O local da Conferência |

### A Conferência dos Não Alinhados de 1979 em Havana, Cuba
Pelo menos já em 1978, alguns estados membros mais conservadores do MNA iniciaram uma campanha contra a presidência de Cuba. A Jugoslávia rejeitou defender uma mudança de local, mas mesmo assim criticou Cuba por facilitar novas formas de dependência de bloco em África e argumentou contra o que Belgrado considerava a hegemonia comunista ou o imperialismo capitalista. A rejeição da Iugoslávia à necessidade de transferir a Cimeira de Havana devido ao receio de divisão de tal medida acalmou decisivamente essas vozes. No entanto, o Presidente da Jugoslávia, Tito, que era o único fundador sobrevivente do MNA na altura, lançou uma campanha diplomática para manter o movimento independente de ambos os blocos. A Jugoslávia queria preservar a sua independência arduamente conquistada da União Soviética e impedir alguns países árabes nos seus esforços para privar o Egito do seu estatuto de não alinhado após o acordo de paz com Israel. A União Soviética acusou a Iugoslávia de conduzir uma campanha injustificada contra Cuba e o Vietnã. Embora Fidel Castro e Josip Broz Tito apresentassem visões nitidamente diferentes do MNA, ambos permitiam abertamente pontos de vista divergentes e sublinhavam a necessidade de unidade.

### A Conferência dos Não Alinhados de 1989 em Belgrado

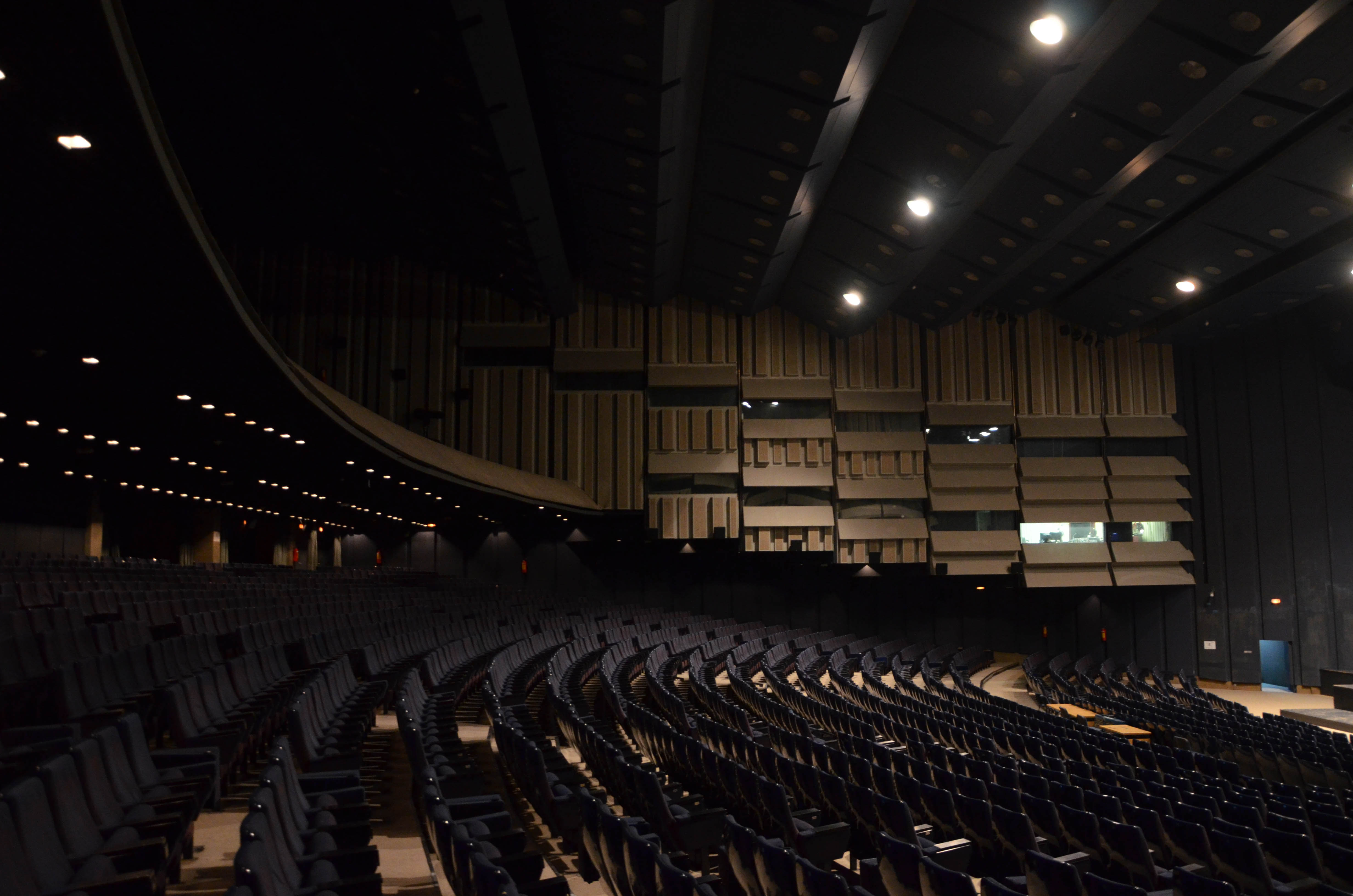
A Sala Plenária do Sava Centar, sede da conferência de 1989

Num esforço para reconstruir a coesão interna através do sucesso nas políticas externas pós-Tito, a Iugoslávia tentou acolher eventos importantes e participar numa série de iniciativas multilaterais. Um deles foi uma candidatura bem-sucedida para sediar a Conferência dos Não Alinhados de 1989 em Belgrado, depois que a cidade sediou a primeira conferência em 1961. A iniciativa foi impulsionada pelo novo Ministro dos Negócios Estrangeiros Jugoslavo da República Socialista da Croácia e pelo futuro Conselheiro Especial do Secretário-Geral da ONU para o MNA, Budimir Lončar, em 1993-1996. Esperava-se que o novo anfitrião viesse da América Latina, mas na época a Nicarágua, que era o único país latino-americano que fazia lobby forte para sediar o evento, não era a escolha preferida entre um número significativo de estados membros.

### Dissolução da Iugoslávia

Mapa animado mostrando a dissolução da República Socialista Federativa da Iugoslávia

Na altura da dissolução da Iugoslávia no início da década de 1990, a República Socialista Federativa da Iugoslávia estava no final da sua presidência do movimento entre 1989 e 1992 e estava prestes a transferir a sua presidência para a Indonésia. Com cinco presidentes no total, a rotação dos presidentes do MNA após a Conferência de Belgrado de 1989 foi a mais dinâmica da história do movimento. A crise jugoslava criou problemas logísticos e jurídicos na transferência harmoniosa para a presidência da Indonésia. Na época da conferência de 1 a 6 de setembro de 1992 em Jacarta, as Guerras Iugoslavas haviam começado. As antigas repúblicas jugoslavas da Croácia, Eslovénia e Bósnia e Herzegovina juntaram-se às Nações Unidas como novos estados membros enquanto a ONU impunha sanções contra a Iugoslávia. Na altura, o novo estado da República Federal da Iugoslávia (composto pela Sérvia e Montenegro) afirmava ser o único sucessor legal da Iugoslávia Socialista (que tinha sido rejeitada na Resolução 777 do Conselho de Segurança das Nações Unidas, alguns dias após a Conferência de Jacarta). A crise iugoslava criou uma situação sem precedentes em que o presidente do movimento (Dobrica Ćosić que estava em Londres na altura) esteve ausente da conferência para transferir a presidência para a Indonésia. A delegação iugoslava, que estava sem instruções específicas de Belgrado, foi liderada pelo diplomata montenegrino Branko Lukovac, Na ausência de uma orientação clara, a delegação iugoslava concordou que os novos estados pós-iugoslavos poderiam participar na reunião com o estatuto de observadores, apesar de Belgrado não os ter reconhecido na altura. Nas circunstâncias parcialmente caóticas, a delegação jugoslava (delegação sérvia e montenegrina de facto) conseguiu alcançar resultados que o Ministro dos Negócios Estrangeiros do Egito, Amr Moussa, descreveu como bons para a Jugoslávia e melhores do que o que se deveria esperar das Nações Unidas. O movimento decidiu não expulsar a Iugoslávia do movimento. Em vez disso, deixar o crachá jugoslavo e a cadeira vazia, que foi mantida até ao início do século XXI, quando, após a derrubada de Slobodan Milošević, a República Federal da Iugoslávia abandonou a sua reivindicação sobre a sucessão exclusiva da Iugoslávia Socialista. A República Federal da Iugoslávia não deveria ser convidada para conferências, exceto se fossem discutidas questões iugoslavas. A última delegação jugoslava deparou-se mesmo com a questão logística de como regressar a casa devido às sanções. Conseguiram finalmente voar para Budapeste, onde embarcaram num autocarro para regressar à Jugoslávia, país que nunca mais esteve presente na conferência do MNA.

## Ideologia

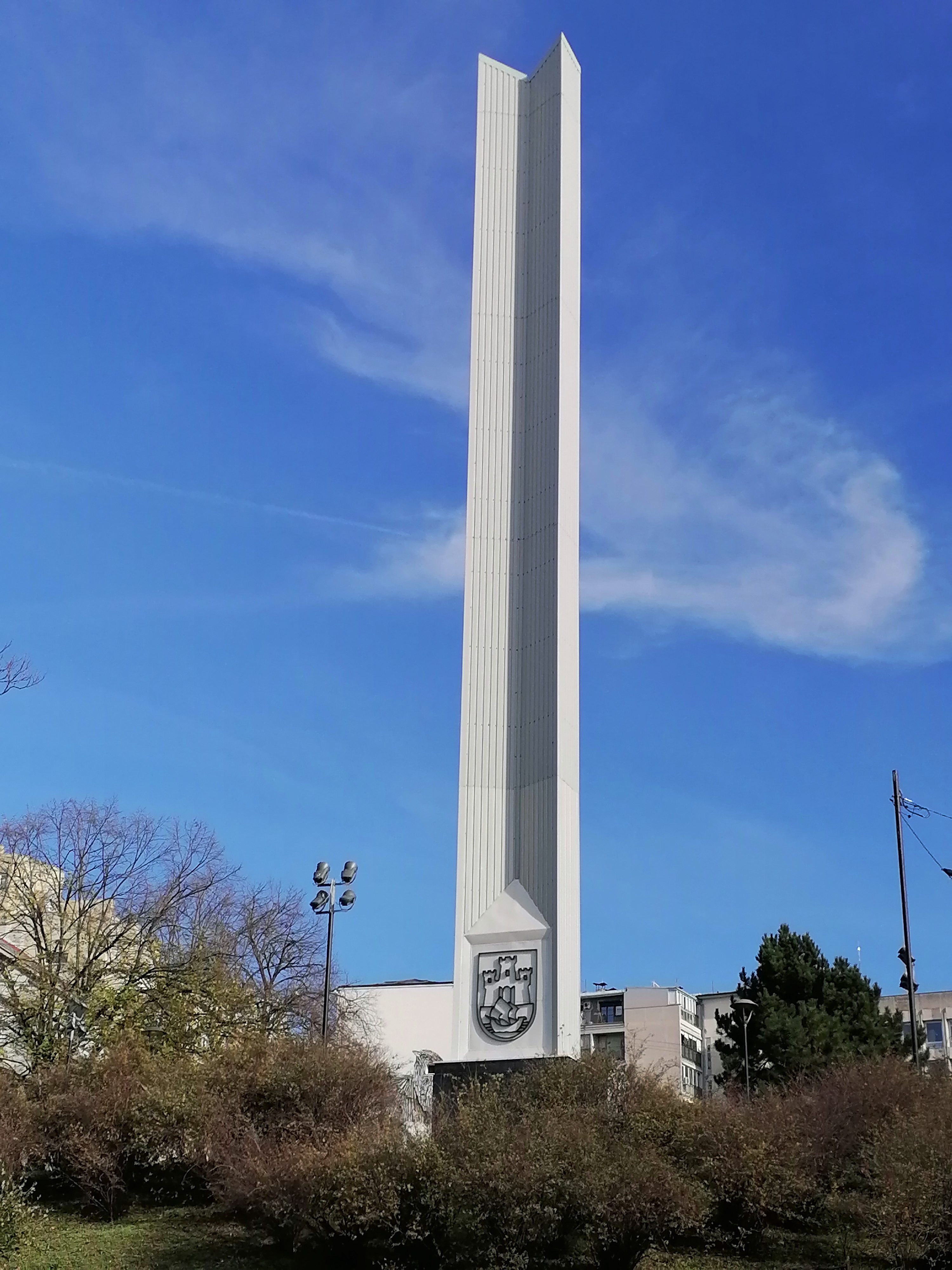
Obelisco Comemorativo da Conferência de 1961 em Nova Belgrado

### Principais membros do movimento
A Iugoslávia foi a defensora da equidistância em relação a ambos os blocos durante a Guerra Fria e questionou implicitamente o não alinhamento de alguns dos membros do movimento. O país foi o principal defensor entre os Estados-membros de uma abordagem moderada a inúmeras questões, destacando sempre a importância do não apego às alianças lideradas pelas superpotências.
Belgrado temia que o aliado próximo da União Soviética, Cuba, juntamente com outros membros autodenominados progressistas, como o Vietnã, o Iêmen do Sul, a Etiópia e Angola, estivessem a tentar ligar o movimento ao Bloco de Leste com base na tese de enin da identidade natural do país. interesse entre o socialismo soviético e a luta pela independência dos povos coloniais em África e na Ásia. No final de 1970, foi a vez da América Latina acolher pela primeira vez a Conferência, uma vez que esta já tinha sido organizada uma vez na Europa, uma vez na Ásia e três vezes em África. Diz-se que o Peru foi a primeira escolha provisória para a reunião, mas esta ideia foi cancelada após a derrubada do presidente Velasco Alvarado. A Jugoslávia, juntamente com a Índia, propuseram um grande número de alterações num esforço bem sucedido para mudar o que consideravam como um projecto inaceitavelmente unilateral e pró-soviético da declaração final da Conferência de Havana. Cuba, o Irã e o Iraque, todos considerados pertencentes à ala mais radical do movimento, estiveram ausentes da Conferência de Belgrado de 1989, que levou à adopção do documento final mais equidistante.

### Elemento Europeu e Mediterrânico de não alinhamento
Vinte e cinco delegações participaram da Primeira Cúpula dos Não Alinhados em Belgrado que incluiu Iugoslávia, Chipre, Argélia, República Árabe Unida, Líbano, Marrocos e Tunísia da Europa ou da região do Mediterrâneo. A diplomacia jugoslava mostrou uma certa desconfiança nas iniciativas exclusivas asiático-africanas e tricontinentais que Belgrado percebeu como um esforço dos soviéticos e das nações autodenominadas progressistas para minar e obscurecer o lugar iugoslavo e mediterrânico dentro do movimento das nações não bloco.
A Iugoslávia cooperou com outros países não alinhados e neutros na Europa dentro da Conferência sobre Segurança e Cooperação na Europa (CSCE) na tentativa de preservar os resultados dos Acordos de Helsinque. Neste quadro, a Iugoslávia cooperou com a Áustria e a Finlândia na mediação entre blocos, organizou a segunda cimeira da CSCE em 1977, em Belgrado, e propôs projectos sobre a protecção das minorias nacionais que ainda são válidos e fazem parte integrante das disposições da OSCE sobre os direitos das minorias. O ministro dos Negócios Estrangeiros da Jugoslávia, Miloš Minić, afirmou que "a Jugoslávia é um país europeu, mediterrânico, não alinhado e em desenvolvimento". Durante as suas viagens internacionais a outros países não alinhados, o Presidente Tito sublinhou a necessidade de o Mediterrâneo se tornar uma zona de paz.
Devido ao seu aparente eurocentrismo, a Iugoslávia foi por vezes criticada por apoiar excessivamente cauteloso aos movimentos de libertação de descolonização, com o fornecimento de apoio material e logístico significativo por parte de Belgrado apenas no caso da Frente de Libertação Nacional da Argélia. Com excepção da Argélia, a Iugoslávia concentrou o seu apoio nas atividades da Comissão Especial sobre Descolonização, onde foi um dos 17 membros originais e onde o seu representante Miša Pavićević instou a comissão a fazer uma recomendação à Assembleia Geral que pressionaria o Reino Unido a dar prioridade na concessão de independência às suas colônias. O país argumentou que as suas próprias experiências históricas de dominação estrangeira pelos impérios Austro-Húngaro e Otomano, os desafios no desenvolvimento e a complexa estrutura federalista multiétnica são semelhantes às experiências de países pós-coloniais recentemente independentes.

## Cooperação cultural e científica

### Meios de comunicação
A Agência de Notícias Comum dos Países Não Alinhados, o antecessor da Rede de Notícias MNA, foi criado em janeiro de 1975, quando a Agência Iugoslava Tanjug iniciou a publicação de histórias de outros países em inglês, francês e espanhol.

### Autoridades locais
Embora, na prática, os municípios iugoslavos se envolvessem na cooperação em política externa desde a década de 1950, ganharam o direito constitucionalmente protegido de se envolverem em assuntos externos com a promulgação da Constituição Iugoslava de 1974, que foi quase duas décadas antes de disposições semelhantes em alguns países ocidentais, como a Bélgica. Durante o congresso da IULA de 1957, em Haia, os representantes iugoslavos apoiaram os representantes de África e da Ásia, que argumentaram contra a prática segundo a qual o comité executivo cessante nomeava os seus sucessores, o que efectivamente assegurava o domínio do Norte Global. Durante 1959, os representantes iugoslavos convidaram a Federação Indiana de Autoridades Locais para visitar a Iugoslávia. No final de 1969, 60 cidades da Jugoslávia já tinham estabelecido relações formais com 150 cidades de 20 países. A Conferência Permanente das Cidades da Iugoslávia promoveu ativamente a cooperação com nações não alinhadas, tanto a nível nacional como no contexto internacional. A organização municipal do país estava numa posição única para participar ativamente tanto no trabalho da União Internacional de Autoridades Locais como da Fédération mondiale des villes jumelées – Organização das Cidades Unidas, onde defendeu a cooperação local Leste-Oeste e Norte-Sul. Em 1977, dos 16 acordos com governos locais do Terceiro Mundo, 8 foram estabelecidos por municípios da Sérvia, 5 da Croácia e 1 de cada da Eslovénia, Bósnia e Herzegovina e Macedônia. Em 1982, os municípios jugoslavos estabeleceram 33 acordos com municípios de estados não alinhados e em desenvolvimento, 22 dos quais foram estabelecidos por municípios da Sérvia, 5 da Croácia, 4 da Eslovénia e 1 de cada um da Bósnia e Herzegovina e da Macedônia. Na altura, os municípios jugoslavos estabeleceram 343 acordos no total com a Croácia (86 acordos) e a Eslovénia (81 acordos), liderando e com 154 acordos com municípios de países vizinhos. Em geral, a grande maioria de todos os acordos foi estabelecida por municípios de apenas três repúblicas da Sérvia, Croácia e Eslovénia, com os municípios da Sérvia a liderar o caminho na cooperação com o mundo não alinhado.

## Cooperação Econômica

### Projetos iugoslavos notáveis em países não alinhados
- Hotel Babylon Rotana Bagdá (Bagdá,  Iraque) (1969–1982) [30]
- Porto Umm Qasr (Umm Qasr,  Iraque) [31]
- Fábrica de armas (Yusufiyah,  Iraque) [32]
- Aeroporto Internacional de Entebbe (Entebbe,  Uganda) (1975) [30]
- Casa FINDECO (Lusaca,  Zâmbia) [30]
- Centro Internacional de Conferências no Serena Hotel (Campala,  Uganda) (1975) [30]
- Feira Internacional de Lagos (Lagos,  Nigéria) (1974–1977) [30]
- Antigo edifício do Parlamento nigeriano (Lagos,  Nigéria) [33]
- Ministério das Obras e Comunicações da Etiópia contratou Branko Petrović como arquitecto principal para a sua sede. (Adis Abeba,  Etiópia) [34]
- Campus da Universidade de Ciência e Tecnologia Kwame Nkrumah contratou Miro Marasović como arquiteto principal. (Kabwe,  Zâmbia) [34]
- Museu Nacional de Alepo (Alepo,  Síria) [34]
- Implementar parcialmente o plano geral de urbanização de Conacri (Conacri,  Guiné) (1961–1963) [34]
- Porto da Marinha Militar e área residencial (Al-Khums,  Líbia) [34]
- Barragem Hidrelétrica Kirirom 1 (Parque Nacional Kirirom,  Camboja) [35]
- Monumento Yekatit 12 (Adis Abeba,  Etiópia)

## Desenvolvimentos pós-separação
Após o fim da Guerra Fria e das Guerras Iugoslavas durante a dissolução da Iugoslávia, os seus seis estados sucessores mostraram vários níveis de interesse na participação no Movimento Não Alinhado, com quatro dos seis (Bósnia e Herzegovina, Croácia, Montenegro e Sérvia) atualmente reconhecidos como estados observadores do MNA. Nenhum deles é um estado membro de pleno direito do MNA, tendo o pedido da Bósnia e Herzegovina sido recusado em 1995. A República Federal da Iugoslávia (Sérvia e Montenegro), um dos cinco estados sucessores imediatos da antiga RSF Iugoslávia, afirmou-se como o único sucessor legal com direito a adesão automática em organizações e acordos internacionais da SFR Iugoslávia. Esta reivindicação foi contestada na sua exclusividade pela Resolução 777 do CSNU e suspensa em 1992 sem remoção oficial da adesão. Em 2001, no Gabinete de Coordenação e na subsequente Reunião Ministerial nesse mesmo ano, a RF Jugoslávia (Sérvia e Montenegro) foi reconhecida como um estado observador do MNA. A RF da Iugoslávia foi renomeada como Sérvia e Montenegro em 2003 e se separou em 2006, com Montenegro e Sérvia mantendo cada um o status de observador.
Desde 2023, Croácia, Montenegro, Macedônia do Norte e Eslovênia são todos estados membros da OTAN, a Bósnia e Herzegovina é um candidato reconhecido, enquanto a Sérvia se afirma como um estado militarmente neutro. A Croácia e a Eslovênia são estados membros da União Europeia e os restantes são candidatos oficiais. Os primeiros estados membros europeus do MNA deixaram o grupo assim que aderiram à UE (Chipre e Malta). Além de seis repúblicas iugoslavas, desde 2008 a província do Kosovo declarou independência unilateral. Desde 2023, a grande maioria dos estados membros do MNA não reconheceu o Kosovo, incluindo alguns dos maiores estados membros, como a Índia, a Indonésia, Cuba, a África do Sul, etc., mas não existe uma posição comum dentro do MNA sobre o precedente de independência do Kosovo.

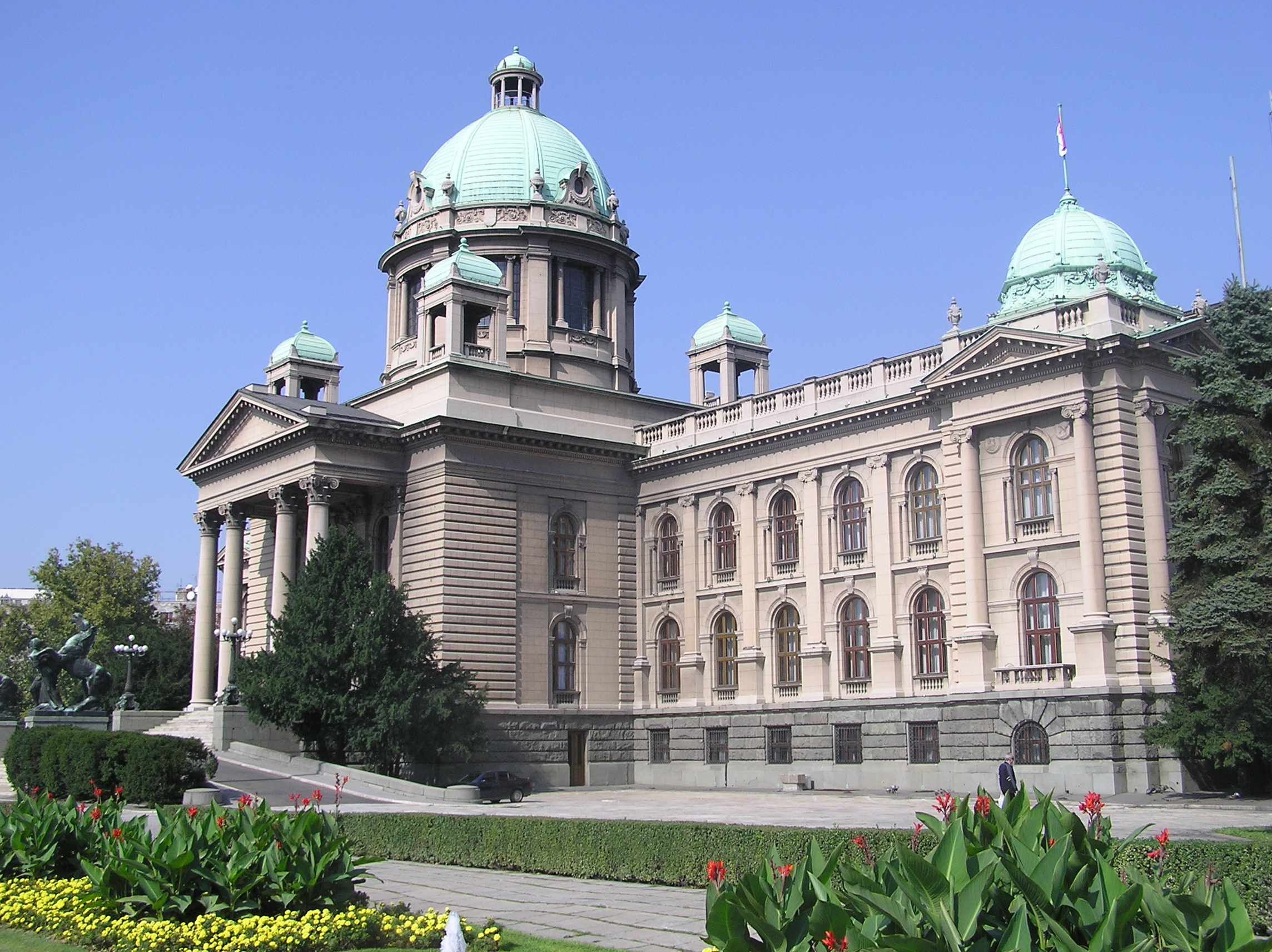
A Casa da Assembleia Nacional da República da Sérvia foi o local das conferências de 2011 e anteriores

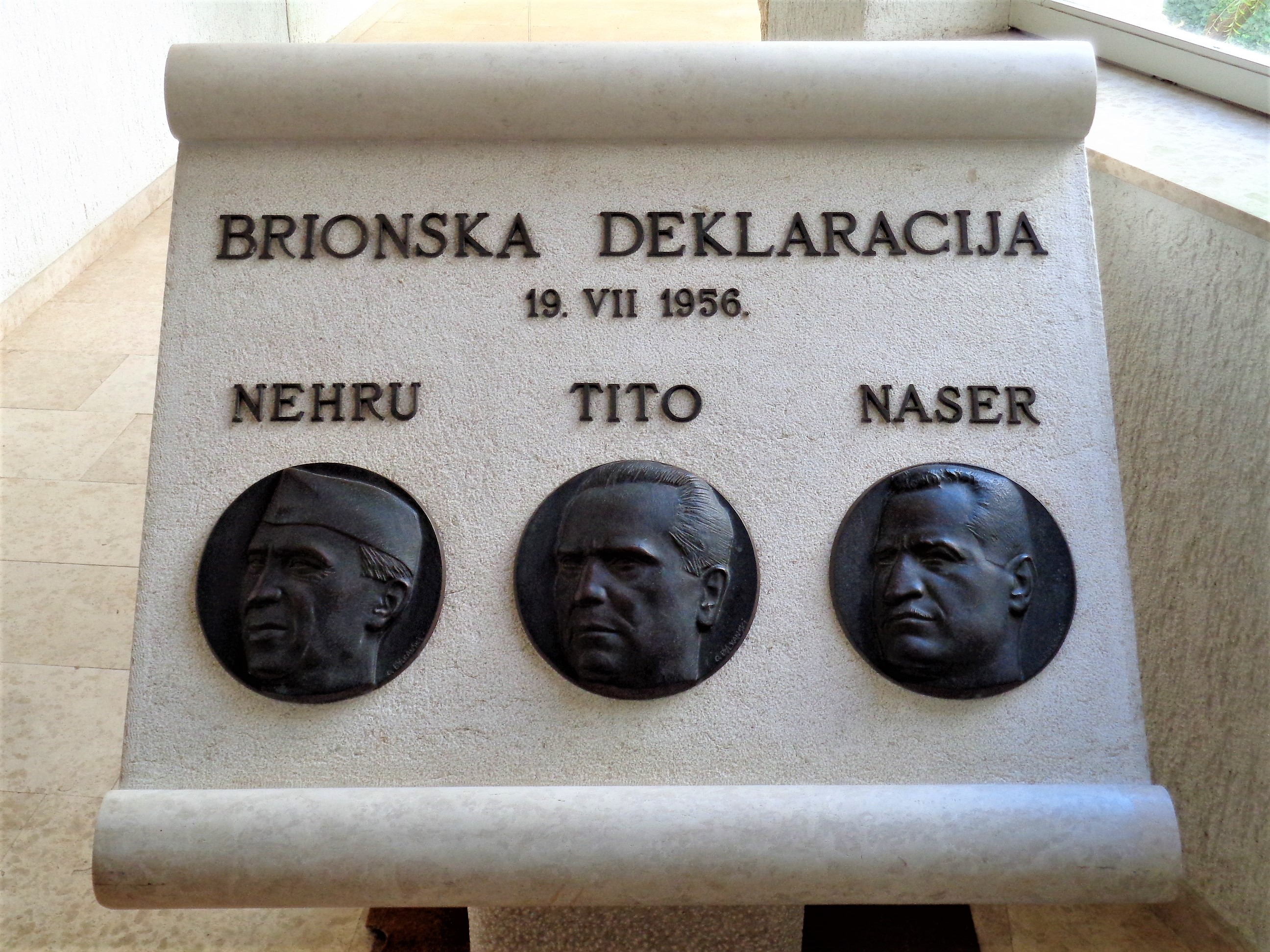
Placa de pedra memorial dedicada à Declaração de Brijuni nos Museus Brijuni, Ilhas Brijuni.

- Sérvia: Em 2010, pela primeira vez após o fim das Guerras Iugoslavas, a Sérvia iniciou um programa de bolsas chamado "Mundo na Sérvia - 100 Bolsas de Estudo para Estudantes de Estados Membros do Movimento Não Alinhado".[37] De 5 a 6 de setembro de 2011, o Movimento Não Alinhado celebrou o seu 50º aniversário em Belgrado, na Casa da Assembleia Nacional da República da Sérvia, que acolheu a primeira conferência do MNA.[38][39] 106 delegações confirmaram a sua participação na Conferência NAM de Belgrado 2011.[38] A mensagem do Secretário-Geral das Nações Unidas para a Reunião Comemorativa Adicional do Movimento Não Alinhado foi entregue por Kassym-Jomart Tokayev.[39] A ideia do encontro foi proposta pelo Presidente da Sérvia Boris Tadićdurante sua participação na 15ª conferência em Xarm el-Xeikh.[40] O Ministro das Relações Exteriores da Sérvia Ivica Dačić participou da 17ª Conferência na Ilha de Margarita na Venezuela.[39] Ivica Dačić também participou na conferência ministerial de 2018 no Azerbaijão, onde afirmou que o Movimento Não Alinhado é da maior importância para a Sérvia, dado o querido legado da ex-Iugoslávia e do seu Presidente Tito. Dačić lamentou que o seu país fosse apenas um estado observador, mas ao mesmo tempo tinha esperança de um envolvimento mais significativo no futuro.[41]
- Croácia: O Vice-Ministro dos Negócios Estrangeiros, Ivan Šimonović, liderou a delegação de observadores da Croácia na Cimeira de 2003 em Kuala Lumpur, com o Ministro dos Negócios Estrangeiros Miomir Žužul a participar na 14ª Conferência Ministerial do Movimento Não Alinhado em Durban em 2004 e a Ministra Kolinda Grabar-Kitarović a participar na Reunião Anual de 2005 dos ministros das Relações Exteriores do Movimento Não Alinhado na cidade de Nova York.[42][43][44] O Presidente da Croácia Stjepan Mesić participou de conferências do MNA em Havana em 2006 e em Xarm el-Xeikh em 2009.[45] A cooperação do Gabinete do Presidente com os estados membros do MNA foi facilitada por Budimir Lončar, diplomata com vasta experiência do Ministério dos Negócios Estrangeiros da Iugoslávia.[45] Eleição croata para o Espaço da Europa Oriental para membro não permanente do Conselho de Segurança das Nações Unidas em 2008-2009 (em concorrência aberta com a República Tcheca, que era um estado membro da UE e da OTAN) foi atribuído ao lobby bem-sucedido do presidente e do ministério croata dentro do Movimento Não Alinhado.[46] Entre 27 e 29 de setembro de 2021 a Universidade de Rijeka organizou o Meu, Seu, Nosso: a conferência dos Não Alinhados com participação de Vijay Prashad, Sara Salem, Budimir Lončar e Tvrtko Jakovina como oradores principais e com posterior exposição Constelações do Sul: Poética dos Não Alinhados com duração de 24 de setembro a 15 de outubro de 2021.[47]

#### Livros
- Alvin Z. Rubinstein (1970). Yugoslavia and the Nonaligned World. Princeton: Princeton University Press
- Kardelj, Edvard (1975). Istorijski koreni nesvrstavanja. (in Serbo-Croatian) [English: The Historical Roots of Non-Alignment]. Belgrade: Komunist.
- Jakovina, Tvrtko (2011). Treća strana Hladnog rata. (in Croatian) [English: The Third Side of the Cold War]. Zaprešić: Fraktura.[1]
- Kullaa, Rinna (2012). Non-alignment and Its Origins in Cold War Europe: Yugoslavia, Finland and the Soviet Challenge. London; New York, N.Y.: I.B. Tauris.
- Paul Stubbs, ed. (2023). Socialist Yugoslavia and the Non-Aligned Movement: Social, Cultural, Political, and Economic Imaginaries. [S.l.]: McGill-Queen's University Press. ISBN 9780228014652
- Videkanić, Bojana (2020). Nonaligned Modernism: Socialist Postcolonial Aesthetics in Yugoslavia  1945–1985. Montreal: McGill–Queen's University Press.[2]

#### Materiais da web
- Stubbs, Paul. Socialist Yugoslavia and the Antinomies of the Non-Aligned Movement. Europe Solidaire Sans Frontières.
- Lazić, Milorad. (20 March 2017). Yugoslavia is Gone, But Its Archives Remain. Woodrow Wilson International Center for Scholars.

#### Materiais audiovisuais
- The Non-Aligned Movement & Socialist Yugoslavia day 1 no YouTube organized by; the Institute for Philosophy and Social Theory of the University of Belgrade, Rosa Luxemburg Foundation and the Institute of Economics Zagreb. (day 2 no YouTube, day 3 no YouTube, day 4 no YouTube)

1. ↑  «The Third Side of the Cold War: Movement of the Non-aligned States, Yugoslavia and the World». Woodrow Wilson International Center for Scholars. 3 de abril de 2013. Consultado em 4 de abril de 2020
2. ↑  «Nonaligned Modernism: Socialist Postcolonial Aesthetics in Yugoslavia 1945–1985». McGill–Queen's University Press. Consultado em 24 Out 2020